# Visalia, Kalifornija
Visalia (IPA: /vɪˈseɪljə/) grad je u američkoj saveznoj državi Kaliforniji, u okrugu Tulare. Prema službenoj procjeni iz 2009. godine ima 123.670 stanovnika. Šire gradsko područje ima oko 500.000 žitelja. Godine 2007. Visalia je bila 3. najbrže rastući grad u Kaliforniji i 19. u SAD-u. Nalazi se 70 km jugoistočno od Fresna i 125 km sjeverno od Bakersfielda, u podnožju planine Mount Whitney, dijela planinskog lanca Sierra Nevada.
Osnovana 1852., Visalia je jedan od najstarijih gradova u unutrašnjosti Kalifornije. Prema Hodgeu nalazi se možda na plemenskom području Choinok Indijanaca koj isu živjeli nešto južnije od grada.

## Gradovi prijatelji
- Miki, Hyogo, Japan
- Putignano, Italija

## Vanjske poveznice
- Službena stranica  Arhivirana inačica izvorne stranice od 19. ožujka 2020. (Wayback Machine) (engl.)

### Ostali projekti
|  | Zajednički poslužitelj ima još gradiva o temi Visalia, Kalifornija |